# Antonio Gil Montejano
Antonio Gil Montejano (c. 1850-post. 1917) fue un pintor español.

## Biografía
Nacido en 1849 o 1850 en Murcia, fue discípulo de Domingo Valdivieso. Fue premiado con mención honorífica en los juegos florales de Murcia de 1875 por Un tipo de la huerta, y con jazmín de oro en los de 1878 por Una alegoría. Concurrió a la Exposición Nacional de Bellas Artes de 1876 con los cuadros Reminiscencias árabes, Boceto de un Carnaval en 1800 y seis Tipos de la provincia de Murcia. En 1881 obtuvo de la Diputación provincial murciana una pensión para estudiar en el extranjero. Fueron también de su mano Una escena de la inundación de Murcia, El Viático, Muerte de Fernando el Católico, Ave muerta, Un huertano platicando con su muleta y numerosas copias. En la exposición celebrada en dicha ciudad en 1875 merecieron unánimes elogios tres cuadros póstumos debidos a su pincel: Vista de Santiago, Cura de aldea cantando en la iglesia y La catedral de Santiago vista desde la plaza de la Quintana. Fuentes datan su fallecimiento en 1912 y 1913, en Madrid, si bien su muerte también se ha ubicado, más vagamente, en una fecha posterior a 1917.